# فهرست دریاچه‌های ایران
دریاچه‌های ایران اعم از طبیعی و مصنوعی (دریاچه سدها) عبارتند از :
دریاچه جازموریان
- دریاچه آب بوندار
- دریاچه آلاگل
- دریاچه ارواح یا ممرز
- دریاچه ارومیه
- دریاچه اوان
- دریاچه بختگان
- دریاچه بزنگان
- دریاچه پریشان
- دریاچه تار
- دریاچه تمی
- دریاچه حوض سلطان
- دریاچه زری وار
- دریاچه سد ارس
- دریاچه سد امیر کبیر
- دریاچه سد دز
- دریاچه سد زاینده رود
- دریاچه سد زرینه رود
- دریاچه سد سفیدرود
- دریاچه سد شهید عباسپور
- دریاچه سد طالقان
- دریاچه سد لار
- دریاچه سد مهاباد
- دریاچه سیران گل
- دریاچه طشک
- دریاچه قوری گل
- دریاچه کافتر
- دریاچه گهر
- دریاچه مهارلو
- دریاچه نئور
- دریاچه نمک
- دریاچه ولشت
- دریاچه میقان اراک
- دریاچه هامون
- دریاچه دریوک
- دریاچه چورت